# Liste von Kraftwerken in Bulgarien
Die Kraftwerke in Bulgarien werden sowohl auf einer Karte als auch in Tabellen (mit Kennzahlen) dargestellt. Die Liste ist nicht vollständig.

## Installierte Leistung und Jahreserzeugung
Im Jahre 2016 lag Bulgarien bzgl. der installierten Leistung mit 10,75 GW an Stelle 57 und bzgl. der jährlichen Erzeugung mit 42,29 Mrd. kWh an Stelle 57 in der Welt. Der Elektrifizierungsgrad lag 2016 bei 100 %. Bulgarien war 2016 ein Nettoexporteur von Elektrizität; es exportierte 9,187 Mrd. kWh und importierte 4,568 Mrd. kWh.

## Karte
| Aleko |

| Batak |

| Belene |

| Belmeken |

| Bobow Dol |

| Cha |

| Dewin |

| Iwajlowgrad |

| Kardschali |

| Kosloduj |

| Kritschim |

| Mar 1 |

| Mar 2 |

| Mar 3 |

| Mariza 3 |

| Mo |

| Pe |

| Sest |

| Studen |

| Teschel |

| Tsankow |

| Warna |

| W |

## Kalorische Kraftwerke

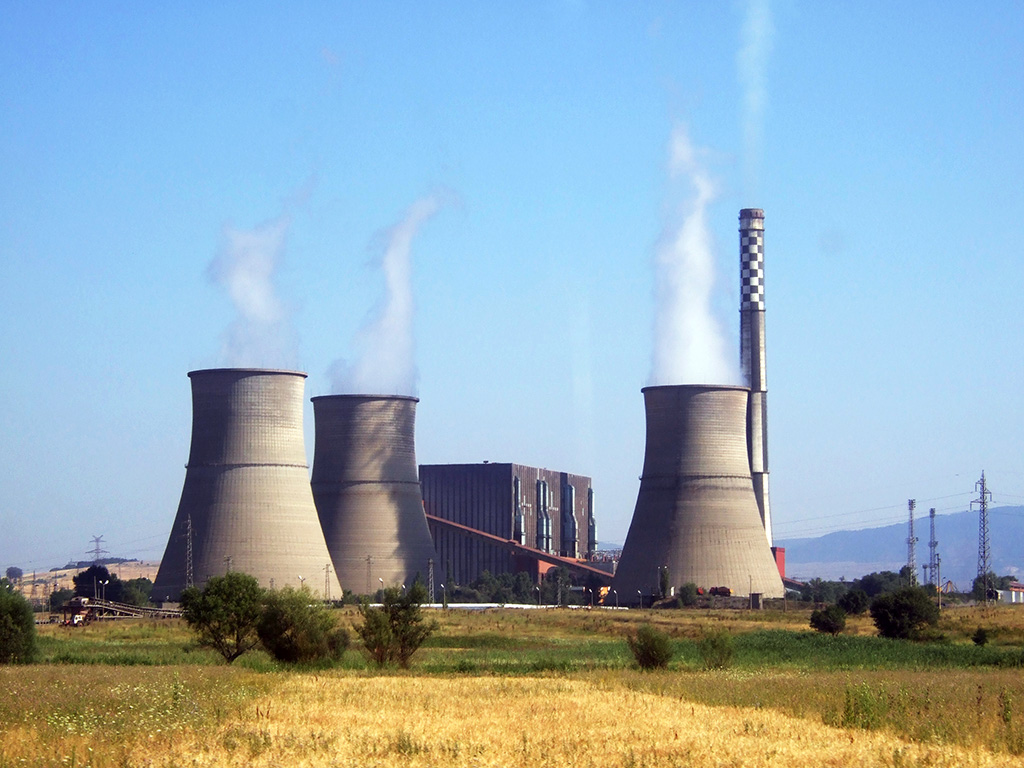
Kraftwerk Bobow Dol (2007)

| Name des Kraftwerks    | Inst. Leistung (MW) | Brennstoff                 | Status     |
| ---------------------- | ------------------- | -------------------------- | ---------- |
| Bobow Dol              | 630                 | Kohle                      | in Betrieb |
| Mariza Istok-1         | 670                 | Kohle                      | in Betrieb |
| Mariza Istok-2         | 1450                | Kohle                      | in Betrieb |
| Mariza Istok-3         | 840                 | Kohle                      | in Betrieb |
| Mariza 3               | 120                 | Kohle                      | in Betrieb |
| Warna                  | 630                 | Erdgas, ursprünglich Kohle | in Betrieb |
| Ruse Iztok Power Plant | 400                 | Kohle                      | in Betrieb |

## Kernkraftwerke
Die Kernenergie hatte 2011 einen Anteil von 33 Prozent an der Gesamtstromerzeugung; laut IAEA liegt der Anteil derzeit bei 34,66 % (Stand: Dezember 2019).
| Name     | Block | Reaktor- typ | Modell     | Status      | Leistung [MWe] | Leistung [MWe] | Bau- beginn | Erste Netz- synchro- nisation | Kommer- zieller Betrieb (geplant) | Abschal- tung (geplant) | Ein- speisung [TWh] |
| Name     | Block | Reaktor- typ | Modell     | Status      | Netto          | Brutto         | Bau- beginn | Erste Netz- synchro- nisation | Kommer- zieller Betrieb (geplant) | Abschal- tung (geplant) | Ein- speisung [TWh] |
| -------- | ----- | ------------ | ---------- | ----------- | -------------- | -------------- | ----------- | ----------------------------- | --------------------------------- | ----------------------- | ------------------- |
| Kosloduj | 1     | PWR          | WWER V-230 | Stillgelegt | 408            | 440            | 01.04.1970  | 24.07.1974                    | 28.10.1974                        | 31.12.2002              | 61,07               |
| Kosloduj | 2     | PWR          | WWER V-230 | Stillgelegt | 408            | 440            | 01.04.1970  | 24.08.1975                    | 10.11.1975                        | 31.12.2002              | 62,82               |
| Kosloduj | 3     | PWR          | WWER V-230 | Stillgelegt | 408            | 440            | 01.10.1973  | 17.12.1980                    | 20.01.1981                        | 31.12.2006              | 62,82               |
| Kosloduj | 4     | PWR          | WWER V-230 | Stillgelegt | 408            | 440            | 01.10.1973  | 17.05.1982                    | 20.06.1982                        | 31.12.2006              | 60,99               |
| Kosloduj | 5     | PWR          | WWER V-320 | In Betrieb  | 1003           | 1040           | 09.07.1980  | 29.11.1987                    | 23.12.1988                        | –                       | 203,97              |
| Kosloduj | 6     | PWR          | WWER V-320 | In Betrieb  | 1003           | 1040           | 01.04.1982  | 02.08.1991                    | 30.12.1993                        | –                       | 190,68              |

## Wasserkraftwerke
In Bulgarien betreibt die Nazionalna Elektritscheska Kompanija EAD 35 Wasserkraftwerke mit einer installierten Leistung von zusammen 2811 MW.
| Name des Kraftwerks | Inst. Leistung (MW) | Fluss   | Status     |
| ------------------- | ------------------- | ------- | ---------- |
| Aleko               | 66                  |         | in Betrieb |
| Batak               | 46                  |         | in Betrieb |
| Belmeken            | 479                 | Kriwa   | in Betrieb |
| Chaira              | 864                 | Kriwa   | in Betrieb |
| Dewin               | 80                  |         | in Betrieb |
| Iwajlowgrad         | 104                 | Arda    | in Betrieb |
| Kardschali          | 106                 | Arda    | in Betrieb |
| Kritschim           | 80                  | Watscha | in Betrieb |
| Momina Klisura      | 120                 | Kriwa   | in Betrieb |
| Peschtera           | 128                 |         | in Betrieb |
| Sestrimo            | 240                 | Kriwa   | in Betrieb |
| Studen kladenez     | 82                  | Arda    | in Betrieb |
| Teschel             | 60                  |         | in Betrieb |
| Zankow kamak        | 80                  | Watscha | in Betrieb |
| Watscha             | 160                 | Watscha | in Betrieb |

1. 1 2 3  Es handelt sich um ein Pumpspeicherkraftwerk; z. T. sind aber nicht alle Maschinen des jeweiligen Kraftwerks als Pumpturbinen ausgelegt.

## Windkraftanlagen
Ende 2024 waren in Bulgarien Windkraftanlagen (WKA) mit einer installierten Leistung von 706 MW in Betrieb. Frühere Leistungen waren 2012: 674 MW, 2013: 681 MW, 2015 bis Ende 2020: 691 MW, 2021 und 2022: 707 MW. Von 2015 bis 2020 ging kein einziges neues Windrad in Betrieb. 2020 bis 2024 stammten jeweils rund 4 % des produzierten Stroms aus Windenergie (2019: 3 %).
Nach einer Studie aus dem Jahr 2021 verfügt Bulgarien über ein technisch nutzbares Offshore-Windpotenzial von 26 Gigawatt.

## Solarkraftwerke
Ende 2022 betrug die in Bulgarien installierte Leistung an Photovoltaik 1948 Megawatt und hatte sich damit gegenüber 2021 mit 1275 MW erheblich gesteigert, nach einer längeren Phase mit sehr kleinem Ausbau (2016: 1030 MW, 2017: 1031 MW, 2018: 1033 MW, 2019: 1044 MW, 2020: 1100 MW).
Die größte Anlage zum Stand 2020 wurde 2012 in Betrieb genommen, besteht aus 214.000 Modulen und hat eine installierte Leistung von 60,4 MW.
Zahlreiche weitere Solarparks sind geplant, darunter
- 400 Megawatt in Haskovo[24]
- 250 Megawatt in der Provinz Jambol (geplante Fertigstellung 2023)[25]